# Novigrad na Dobri
Novigrad na Dobri – wieś w Chorwacji, w żupanii karlowackiej, w gminie Netretić. W 2011 roku liczyła 85 mieszkańców.